# Partizanski spomenici
Spomenici posvećeni borbi Titovih partizana i ilegalaca Drugom svjetskom ratu u Jugoslaviji (1941. – 1945.) postavljani su diljem bivše Jugoslavije u formi spomenika, arhitektonskih objekata, spomen-mauzoleja, skulptura, spomen-bisti, spomen-ploča, spomen-zgrada, spomen-groblja i inih. 
Prema nepotpunim podatcima u Socijalističkoj Federativnoj Republici Jugoslaviji podignuto je oko 15.000 spomenika posvećenih tzv. Narodnooslobodilačkom ratu. Mnogi ovi spomenici srušeni su ili oštećeni tijekom raspada SFRJ devedesetih godina.

## Povijest
Tijekom Velikosrpske agresije na Hrvatsku i BiH, uništeni su, uklonjeni, ili odstranjeni brojni spomenici posvećeni Narodnooslobodilačkoj borbi. Na području Hrvatske uklonjeno je ili uništeno više od 3.000 spomenika, a među njima su: Spomenik „Pobjede naroda Slavonije“ u selu Kamenska, rad kipara Vojina Bakića, srušen 1991. godine; spomenik narodnom heroju Stjepanu Filipoviću u Opuzenu, rad Mire Vuce, srušen 1991. godine; spomenik „Tuđe nećemo - svoje nedamo“ na Visu, rad Antuna Augustinčića iz 1964., uklonjen 1994. godine; Spomenik narodnom heroju Nikoli Miljanoviću Karauli u Podravskoj Slatini, srušen 1991. godine, i ini. Na području Bosne i Hercegovine srušeni su spomenici: „Palim borcima“ u Livnu, rad Antuna Augustinčića iz 1952., srušen 1992. godine; „Palim borcima“ na Makljenu, kod Rame, rad Boška Kućanskog iz 1978. godine, srušen 1995. godine; kao i spomenici u Drvaru, Bosanskom Petrovcu i Bosanskom Grahovu.
Hrvatska vlada novčano je poduprla obnavljanje Titovog kipa u Kumrovcu, spomenika „Poziv na ustanak“ u Bjelovaru i spomenik ustanku u Srbu. Lokalne vlasti obnovile su dosad oko 300 spomenika. U kolovozu 2011. godine, Savez antifašističkih boraca i antifašista Hrvatske pokrenuo je „Apel za obnovu sedam kapitalnih spomenika NOB-u“. Inicijativni odbor apela predvodi bivši hrvatski predsjednik Stjepan Mesić.

## Popis autora značajnijih spomenika
- Antun Augustinčić
  - Spomenik „Zahvalnosti Crvenoj armiji“, 1947. godina - posvećen borcima sovjetske Crvene armije, poginulim u Batinskoj bitci, postavljen u memorijalnom kompleksu „Batinska bitka“.
  - Spomenik „Maršal Tito“, 1946. godina - najpoznatiji spomenik Josipu Brozu Titu, izliven u nekoliko primjeraka, koji su postavljeni: u Kumrovcu, ispred rodne kuće Josipa Broza Tita, 1948. godine; u Titovom Velenju, 1977. godine; u muzeju „Prve proleterske brigade“ u Rudom (danas se nalazi u Užicu); u dvorištu muzeja Istorije Jugoslavije (ispred Kuće cvijeća) i na još nekoliko mjesta.
  - Spomenik „Nošenje ranjenika“, 1952. godina - izliven u nekoliko primjeraka, koji su postavljeni: U Livnu, 1952. godine (nazivan i Spomenik „Palim borcima“, srušila ga je vojska HVO-a, 1992. godine); u Imotskom (teško oštećen); u Vukovaru (oštećen propucavanjem); na Veterinarskom fakultetu u Zagrebu 1953. godine; u Derventi, 1966. godine (u malo izmijenjenom obliku); u Krapinskim Toplicama, 1973. godine; i na Medicinskom fakultetu u Zagrebu 1983. godine.[2]
  - Spomenik „Crvenoarmejac“, 1954. godina - postavljen na Groblju oslobodilaca Beograda 1944. u Beogradu.
  - Spomenik „Palim Krajišnicima“, 1961. godina - nalazi se na Banj brdu (ranije Šehitluci), kod Banje Luke.
  - Spomenik „Tuđe nećemo - svoje nedamo“, 1964. godina - postavljen na Visu, uništen i uklonjen 1994. godine.
  - Spomenik „Ustanku“, 1965. godina - podignut u Sisku.
  - Spomenik Vladi Zečeviću, 1973. godina - postavljen u Loznici.

- Borka Avramova
  - Spomenik „Pobedi“ (poznat i pod imenom „Žena borac“), 1961. godina - postavljen u Tetovu.

- Kosta Angeli Radovani
  - Spomenik „Ustanka u Drežnici“, 1949. godina - postavljen u Partizanskoj Drežnici.
  - Spomenik „Radi Končaru i drugovima“, 1961. godina - podignut u spomen parku Šubićevac u Šibeniku. Posvećen Radi Končaru i ostalih 25 antifašista koje su u parku Šubićevac strijeljali talijanski fašisti, 22. svibnja 1942. godine. U izgradnji spomenika sudjelovao je i arhitekt Zdenko Kolacio.
  - Spomenik „Revoluciji“, 1962. godina - postavljen u Kumanovu.

- Đorđe Andrejević Kun
  - Spomenik-mozaik „Revoluciji“, 1957. godina - postavljen u Ivanjici. U izgradnji spomenika sudjelovali su i Nada Hude, Miloš Gvozdenović i Ljuba Lah.

- Vojin Bakić
  - Spomenik „Poziv na ustanak“, 1946. godina - izliven u tri primjerka, koji su postavljeni: u spomen-parku Borik u Bjelovaru (poznat i pod nazivom „Bjelovarac“, postavljen 1947., srušen 1991., obnovljen 2010.); u Beogradu, ispred Muzeja „4. juli“ i u Vojnom muzeju u Beogradu.
  - Spomenik „Palim borcima“, 1947. godina - podignut u Kolašinu.
  - Spomenik „Pred streljanje“ (poznat i pod nazivom „Gudovčan“), 1955. godina - postavljen u selu Gudovcu, kod Bjelovara (srušila ga je Hrvatska vojska, 1991. godine).
  - Spomenik Ivanu Goranu Kovačiću, 1960. godina - postavljen u Lukovdolu.
  - Spomenik narodnom heroju Stjepanu Filipoviću, 1960. godina - podignut na brdu Vidaku, kod Valjeva.
  - Spomenik „Revoluciji“ (poznat i pod nazivom Spomenik „Pobjede naroda Slavonije“), 1968. godina - podignut u selu Kamenska, na raskrsnici puteva Slavonska Požega-Pakrac-Voćin (srušila ga je Hrvatska vojska u veljači 1992. godine).
  - Skulpture u Spomen-parku „Dotrščina“, 1968. godina - autor je centralnog spomenika „Palim žrtvama“ i 6-7 skulptura, koje su postavljene u spomen-parku „Dotrščina“, kod Zagreba. Tijekom 1990-ih bile su oštećene, ali su kasnije obnovljene.
  - Spomenik na Petrovoj gori, 1981. godina - podignut na najvišem vrhu Velikom Petrovcu. Posvećen Narodnooslobodilačkoj borbi i žrtvama fašističkog terora na Kordunu. U razdoblju nakon 1995. godine oštećen i devastiran.

- Stojan Batič
  - Spomenik „Palim borcima“, 1958. godina - postavljen u Donjem Logatecu.
  - Spomenik revolucionaru Borisu Kidriču, 1963. godina - podignut u Mariboru.
  - Spomenik Dražgoškoj bici, 1977. godina - podignut kod Dražgoša. Stojan Batič je autor skulptura boraca, Boris Kobeta autor arhitektonske strukture spomenika, a Ive Šubic autor mozaika na spomeniku.

- Ana Bešlić
  - Spomenik „Strijeljanim partizanima“, 1961. godina - podignut kod Partizanskih Voda. Posvećen strijeljanim partizanskim ranjenicima u studenome i prosincu 1941. godine. U izgradnji spomenika sudjelovala je i Jovanka Jeftanović.

- Bogdan Bogdanović
  - Spomenik „Židovskim žrtvama fašizma i palim borcima“, 1952. godina - postavljen na Židovskim groblju u Beogradu.
  - Spomen-groblje u Sremskoj Mitrovici, 1960. godina.
  - Mogila nepobeđenih, 1961. godina - postavljen u spomen-parku „Revolucije“ u Prilepu.
  - Spomen-park Slobodište, 1964. godina - na brdu Bagdala, kod Kruševca.
  - „Partizanska nekropola“, 1961-65. godina - Partizansko spomen-groblje u Mostaru.
  - Spomenik „Kameni cvijet“, 1966. godina - memorijalni kompleks Jasenovac, kod Jasenovca.
  - Spomenik „Revolucije“, 1964-71. godina - postavljen u Leskovcu.
  - Spomenik „Palim borcima Revolucije“, 1973-75. godina - postavljen u Vlasotincu.
  - Spomen-kompleks „Palih boraca Revolucije“, 1974. godina - kod Štipa.
  - Spomen-park „Dudik“, 1980. godina - kod Vukovara.
  - Spomen-park „Borbe i pobede“, 1970-80. godina - kod Čačka.
  - Spomen-park „Popina“, 1978-81. godina - kod Trstenika. Posvećen borcima Kraljevačkoga partizanskog odreda poginulim u borbi s Nijemcima 13. listopada 1941. godine.

- Stevan Bodnarov
  - Spomenik narodnom heroju Janku Čmeliku, 1949. godina - postavljen u Staroj Pazovi.
  - Grobnica narodnih heroja, 1949. godina - biste: Đure Đakovića, Ivana Milutinovića i Ive Lole Ribara na Grobnici narodnih heroja na Kalemegdanu.
  - Spomenik streljanima u Jajincima, 1951. godina - postavljen u spomen-parku Jajinci, u Jajincima, kod Beograda.
  - Spomenik „Partizanski kurir“, 1955. godina - izliven u nekoliko primjeraka, koji su postavljeni: ispred kuće (u kojoj je održano savjetovanje Glavnog štaba) u Stolicima, kod Krupnja, 1955. godine; ispred sportskog centra „Šumice“ u Beogradu i dr.

- Janez Boljka
  - Spomenik borcima Gorice i Beneškog kraja, 1962. godina - postavljen u Goriškim Brdima.
  - Spomenik „Taocima i borcima“, 1965. godina - postavljen u Želama kod Ljubljane. U izgradnji spomenika sudjelovao je i arhitekt Feđa Košir.

- Branko Bon
  - Spomenik „Palim borcima“, 1963. godina - postavljen u Žabljaku.

- Vojislav Vujisić
  - Spomenik „Palim borcima i žrtvama fašizma“, 1967. godina - podignut u Andrijevici.

- Šime Vulas
  - Spomenik „Podhumskim žrtvama“, 1970. godina - podignut na mjestu nekadašnjega sela Podhum kod Rijeke, čije su stanovništvo 1942. godine talijanski fašisti u cijelosti pobili, a selo spalili.

- Nandor Glid
  - Spomenik „Palim borcima u NOR-u“, 1953. godina - podignut u Trebinju.
  - Spomenik „Balada o vešanima“, 1967. godina - postavljen u Subotici.
  - Spomenik „Sto za jednog“, 1980. godina - postavljen u spomen-parku „Kragujevački oktobar“ u Kragujevcu.

- Jordan Grabuloski
  - Mauzolej „Palih boraca i žrtava fašizma“, 1954. godina - podignut u Kičevu.
  - Spomenik „Palim borcima“, 1958. godina - podignut kod Belčišta.
  - Memorijalni kompleks Butel, 1961. godina - u Skoplju. U izgradnji je sudjelovao i arhitekt Dušan Pecovski.
  - Spomenik „Streljanim omladincima“, 1962. godina“ - podignut u Vataši.
  - Spomenik „Ilinden“ (poznat i pod nazivom „Makedonium“), 1974. godina - podignut u Kruševu. Posvećen je palim borcima Ilindenskoga ustanka i Narodnooslobodilačke borbe. U izgradnji spomenika sudjelovala je i Iskra Grabuloska.

- Ante Gržetić
  - Spomenik „Bola i Prkosa“, 1959. godina - postavljen u spomen-parku „Kragujevački oktobar“ u Kragujevcu. Posvećen narodnoj heroini Jugoslavije Nadi Naumović, jedinoj ženi strijeljanoj tijekom masovnog strijeljanja u Kragujevcu, listopada 1941. godine.
  - Spomenik „Otpora i slobode“, 1966. godina - postavljen u spomen-parku „Kragujevački oktobar“ u Kragujevcu.
  - Spomenik „Majci i kćerkama“, 1967. godina - postavljen u Topoli. Posvećen narodnoj heroini Jugoslavije Darinki Radović i njenim kćerkama Radmili i Stanki, koje su četnici zaklali, u svibnju 1943. godine, u selu Rajkovcu kod Topole.

- Lojze Dolinar
  - Spomenik „4. prosinac“, 1953. godina - podignut u Prijepolju. Posvećen je borcima poginulim u Prijepoljskoj bitci, 4. prosinca 1943. godine.
  - Spomenik „Streljanim rodoljubima“, 1955. godina - postavljen u Kraljevu.
  - Spomenik „Revoluciji“, 1961. godina - postavljen u Kranju.

- Drago Đurović
  - Spomenik „Partizanu-borcu“, 1957. godina - izgrađen na brdu Gorica u Titogradu. U izgradnji spomenika sudjelovao je i arhitekt Vojislav Đokić.
  - Spomenik „Palim borcima“, 1959. godina - podignut u Danilovgradu.
  - Spomenik „Streljanim omladincima“, 1959. godina - podignut u Lazinama kod Danilovgrada. U izgradnji spomenika sudjelovao je i arhitekt Vojislav Đokić.
  - Spomenik „Palim borcima“, 1960. godina - podignut u Pljevljima. U izgradnji spomenika sudjelovao je i arhitekt Mirko Đokić.

- Miodrag Živković
  - Spomenik „Hrabrima“, 1960. godina - postavljen na Oštroj, kod Čačka. Posvećen je poginulim borcima Čačanskoga partizanskog odreda, u borbi s Nijemcima, 3. ožujka 1943. godine.
  - Spomenik Palim borcima u "Narodnooslodboilačkom ratu“, 1961. godina - postavljen u Prištini.
  - Spomenik „Streljanim đacima“, 1963. godina - postavljen u spomen-parku „Kragujevački oktobar“ u Kragujevcu.
  - Spomenik „Bici na Sutjesci“, 1971. godina - postavljen u Dolini heroja, na Tjentištu.
  - Spomen-park „Ustanka i Revolucije“, 1978. godina - Grahovo, kod Nikšića.
  - Spomenik „Kadinjača“, 1979. godina - postaljven u Spomen kompleksu „Kadinjača“, na Kadinjači kod Užica.

- Aleksandar Zarin
  - Spomenik „Otporu“, 1961. godina - postavljen u Adi.
  - Spomenik „Palim borcima“ (poznat i pod nazivom „Ratnici“), 1965. godina - postavljen u Novom Kneževcu.

- Boris Kalin
  - Spomenik „Gramozna jama“, 1947. godina - postavljen u Ljubljani.
  - Grobnica narodnih heroja, 1952. godina - podignuta u Ljubljani. U izgradnji je sudjelovao i arhitekt Edo Mihevc.
  - Spomenik „Palium borcima i taocima“, 1949. godina - postavljen u Begunjama. U izgradnji spomenika sudjelovao je i arhitekt Edo Ravnikar.

- Zdenko Kalin
  - Spomenik „Palima na Urhu“, 1955. godina - postavljen na Urhu, kod Ljubljane.
  - Spomenik narodnom heroju Borisu Kidriču, 1960. godina - postavljen u Ljubljani.
  - Spomenik „Pionirima palim u NOB-u“, 1962. godina - postavljen u Ljubljani.

- Zdenko Kolacio
  - Spomen-kosturnica Vladimiru Gortanu, 1952. godina - podignuta u Bermu. U izgradnji je sudjelovao i arhitekt Zdenko Sila.
  - Spomenik „Žrtvama fašizma“, 1963. godina - postavljen u Kamenskom Vučjaku (srušen 1990-ih).

- Marijan Kocković
  - Spomenik „Palim borcima“,1955. godina - postavljen u Gacku.
  - Spomenik „Palim borcima i žrtvama fašizma“ - postavljen u Glamoču.

- Frano Kršinić
  - Spomenik „Streljanje talaca“, 1951. godina - postavljen u Zagrebu. Posvećen žrtvama fašizma strijeljanim u Maksimiru, Dotrščini i Rakovom Potoku.
  - Spomenik „Palim borcima“ (poznat i pod nazivom „Ranjeni kurir“), 1953. godina - izliven u nekoliko primjeraka, koji su postavljeni: na Visu; u Bakru, 1953. godine; i u Muzeju istorije Jugoslavije u Beogradu.
  - Spomenik „Ustanku“, 1954. godina - posvećen palim borcima i žrtvama fašizma kotara Sisak, izliven u nekoliko primjeraka, koji su postavljeni: na Trgu slobode u Sisku (srušen 1991. godine); u spomen-šumi Brezovica, na mjestu osnutka Prvoga Sisačkog partizanskog odreda (neznatno oštećen).
  - Spomenik „Josipu Brozu Titu“, 1961. godina - postavljen u na Trgu partizana u Titovom Užicu, povodom dvadesetogišnjice ustanka. Kolovoza 1991. godine premješten je u dvorište Narodnog muzeja.

- Bogoljub Kurpjel
  - Spomenik Prvoj proleterskoj brigadi, 1961. godina - podignut u Rudom, gde je 21. prosinca 1941. godine osnovana Prva proleterska brigada.

- Boško Kućanski
  - Spomenik „Bitke za ranjenike“, 1978. godina - podignut na Makljenu, kod Prozora. Posvećen borcima poginulim u bitci za ranjenike, tijekom Četvrte neprijateljske ofenzive, uožujku 1943. godine. Miniran 2000. godine.

- Janez Lenasi
  - Spomenik „Prekomorskim brigadama“, 1965. godina - podignut u Ilirskoj Bistrici.

- Svetislav Ličina
  - Spomenik „Palim borcima“, 1961. godina - podignut na spomen-groblju palih boraca NOB-a u Prištini. U izgradnji spomenika sudjelovao je i arhitekt Prvoslav Janković.

- Mirko Ostoja
  - Spomenik „Palim borcima“, 1956. godina - podignut u Bileći.
  - Spomenik Ivi Loli Ribaru, 1961. godina - postavljen u Suhom Polju.

- Tomislav Ostoja
  - Spomenik „Palim borcima Ciglenice“, 1972. godina - podignut u Zagrebu.

- Vanja Radauš
  - Spomenik „Ustanku“, 1950. godina - podignut u Puli.
  - Spomenik „Ustanku naroda Hrvatske 1941“, 1951. godina - postavljen u selu u Srbu, u Lici, povodom desetogodišnjice ustanka. Srušila ga je kolovoza 1995. godine Hrvatska vojska, a obnovljen je lipnja 2010. godine.
  - Spomenik „Žrtvama fašizma“ (poznat i pod nazivom „Vješala“), 1956. godina - posvećen žrtvama fašizma u logoru Jadovno, podignut u Gospićkom Jasikovcu (srušila ga je Hrvatska vojska nakon operacije „Medački džep“).

- Rajko Radović
  - Spomenik „Krila galebova“, 1962. godina - podignut u Podgori. Posvećen osnivanju Partizanske mornarice, 1942. godine

- Ivan Sabolić
  - Spomenik „Husinskim rudarima“, 1956. godina - postavljen u Tuzli. Posvećen husinskim rudarima poginulim u Husinskoj buni 1920. i Narodnooslobodilačkoj borbi 1941. – 1945. godine.
  - Spomenik „Tri pesnice“, 1963. godina - postavljen u spomen-parku Bubanj, kod Niša.

- Jakob Savinšek
  - Spomenik „Taocu“, 1953. godina - postavljen u Novom Mestu.
  - Spomenik „Palim borcima“, 1959. godina - postavljen u Kvasici (Bela krajina).

- Jovan Soldatović
  - Spomenik „Streljanim rodoljubima“, 1962. godina - postavljen u Žablju.
  - Spomenik „Žrtvama racije“, 1971. godina - postavljen u Novom Sadu.
  - Spomenik „Žrtvama racije“ - postavljen u Čurugu.

- Rade Stanković
  - Spomen-reljef „Oslobodiocima Beograda“, 1954. godina - postavljen na Groblju oslobodilaca Beograda u Beogradu.

- Ratimir Stojadinović
  - Spomenik „Palim borcima i žrtvama fašizma“, 1955. godina - podignut u Gornjem Milanovcu.

- Slobodan Stojanović
  - Spomenik „Ustanku“, 1977. godina - postavljen u Paraćinu. U izgradnji je sudjelovao i arhitekt Radomir Prokić.

- Sreten Stojanović
  - Spomenik „Sloboda“, 1951. godina - postavljen na Iriškom vencu, na Fruškoj gori.
  - Spomenik „Ustanku“, 1952. godina - podignut u Bosanskom Grahovu.
  - Mauzolej „Palih boraca i žrtava fašizma“, 1957. godina“ - podignut u Kumanovu.

- Vojin Stojić
  - Spomenik „Palim borcima“, 1963. godina - podignut u Petrovcu na Moru.
  - Spomenik Kosmajskom NOP odredu, 1982. godina - podignut na vrhu planine Kosmaj i posvećen borcima Kosmajskog partizanskog odreda.

- Slavko Tihec
  - Spomenik Pohorskom bataljonu, 1959. godina - postavljen kod Osankarice na Pohorju.
  - Spomenik „Narodnooslobodilačkoj borbi“, 1975. godina - podignut u Mariboru.

- Luka Tomanović
  - Spomenik „Palim borcima i žrtvama fašizma“, 1954. godina - podignut u Herceg-Novom. U izgradnji spomenika sudjelovao je i arhitekt Nikola Dobrović.
  - Spomenik „Palima za slobodu“, 1954. godina - podignut u Kotoru. U izgradnji spomenika je sudjelovao i arhitekt Vojislav Đokić.

- Drago Tršar
  - Spomenik „Učesnicima revolucije“, 1962. godina - postavljen u Kamniku.
  - Spomenik „Revolucije“, 1975. godina - postavljen na Trgu Republike u Ljubljani.
  - Spomenik „Revoluciji“, 1985. godina - postavljen u spomen parku Vukosavci kod Lopara (BiH).

- Dinko Vranković
  - Spomenik palim borcima Svirče, 1981. godina - postavljen u Svirču.

- Dušan Džamonja
  - Spomenik „Prosinačkim žrtvama“, 1960. godina - postavljen na Trgu Prosinačkih žrtava u Dubravi, Zagreb. Posvećen 16-orici antifašista koje su ustaše objesile 20. prosinca 1943. godine. Prvi javno izloženi apstraktni spomenik na području Jugoslavije.
  - Spomenik „Revoliciji“, 1967. godina - podignut u Podgariću u Moslavini.
  - Spomenik „Revoluciji“, 1967. godina - podignut na Mrakovici, na planini Kozari.
  - Spomenik „Pobjede i žrtvama“, 1974. godina - postavljen u memorijalnom kompleksu „Sremski front“ u Adaševcima, kod Šida.

## Galerija

### Bosna i Hercegovina
- Spomenik „Vječna vatra“, Sarajevo. 1946.

### Sjeverna Makedonija
- Spomenik „Nepobeđeni“, spomen-park „Revolucije“ Prilep. 
 Bogdan Bogdanović, 1961.
- Spomen kosturnica, Kičevo. 
 Jordan Grabuloski, 1968.
- Spomenik „Palim borcima“, Skoplje.
- Spomenik „Revoluciji“, Kumanovo. 
 Kosta Angeli Radovani, 1962.
- Spomenik „Revoluciji“, Bitolj.
- Spomenik „Revoluciji“, Strumica.
- Spomenik „Ženi borcu“, Tetovo.
- Spomenik narodnom heroju Veri Jocić, Skoplje.
- Spomenik narodnom heroju Stevanu Naumovu, Bitolj.
- Spomenik narodnom heroju Čedi Filipovskom, Gostivar.

### Slovenija
- Spomen-ploča na kući u kojoj je ubijena ilegalka Lizika Jančar.
- Spomenik Dražgoškoj bici.
- Spomenik Pohorskom bataljonu.
- Memorijalni kompleks Begunje, stradalim u koncentracionom logoru od 1941. do 1945.
- Partizanska bolnica Zgornji Hrastnik.
- Partizanska bolnica Franja.
- Spomenik palim borcima, Krvavec.

### Srbija
- Grobnica narodnih heroja, Kalemegdan, Beograd. 
 Stevan Bodnarov 1949.
- Spomen kompleks „Kadinjača“, Kadinjača, kod Užica. 
 Miodrag Živković, 1979.
- Groblje oslobodilaca Beograda 1944, Beograd. 
 Rade Stanković.
- Spomenik „Kosmajskom NOP odredu“, Kosmaj. 
 Vojin Stojić, 1982.
- Spomenik „4. prosinca 1943“, Prijepolje. 
 Lojze Dolinar, 1953.
- Spomenik „Poziv na ustanak“, Beograd. 
 Vojin Bakić.
- Spomenik narodnom heroju Žikici Jovanoviću Špancu, Radanovci, kod Kosjerića. Miroslav Protić, 1981.
- Spomenik „Palim borcima“, Priština. 
 Miodrag Živković, 1961.

#### Vojvodina
- Spomenik „Žrtvama racije“, Novi Sad. 
 Jovan Soldatović, 1971.
- Spomenik „Sloboda“, 
 Iriški venac. 
 Sreten Stojanović, 1961.
- Spomenik narodnom heroju Žarku Zrenjaninu, Zrenjanin. Rade Stanković, 1952.
- Spomenik narodnom heroju 
 Olgi Petrov, Pančevo.
- Spomen-kompleks „Sremski front“, Adaševci kod Šida.

### Hrvatska
- Spomenik „Pobeda“, mem. kompleks „Batinska bitka“. Antun Augustinčić, 1947.
- Spomenik „Kameni cvet“, 
 mem. kompleks „Jasenovac“. 
 Bogdan Bogdanović, 1966.
- Spomenik „Revoluciji“ u Podgariću, Moslavina. Dušan Džamonja, 1967.
- Grobnica narodnih heroja na Mirogoju, Zagreb. 
 Đuro Kavurić, 1968.
- Spomenik „Slobode“, Donji Miholjac. 
 Stjepan Brlošić, 1968.
- Spomenik „Palim železničarima 1941-1945“, Rijeka.
- Spomenik narodnom heroju Nikoli Caru, Crikvenica. 
 Zvonko Car, 1976.
- Spomenik narodnom heroju Pinu Budicinu, Rovinj.
- Spomenik narodnom heroju 
 Ivi Loli Ribaru, Ilok.
- Spomenik narodnom heroju Vitomiru Široli, Viškovo.

## Vanjske poveznice
- 25 napuštenih partizanskih spomenika  Arhivirana inačica izvorne stranice od 6. rujna 2013. (Wayback Machine)
- Lupiga.com: ZABORAVLJENA POVIJEST
- (srp.) RTS: Zaboravljeni spomenici revolucije, 24. svibnja 2010.